# Valle de Somorrostro

El Valle de Somorrostro fue, hasta 1805, una de las 10 repúblicas en las que se dividía la comarca de Las Encartaciones en el territorio de Vizcaya. Actualmente, se denomina a una parte del territorio de la extinta entidad geográfica bajo el nombre de Margen Izquierda  y la situada más al interior bajo el nombre no oficial de Zona Minera, unas subcomarcas del Gran Bilbao, aunque oficialmente a ambas se las denomina Margen Izquierda; mientras las situadas más al oeste han mantenido el nombre de Las Encartaciones.

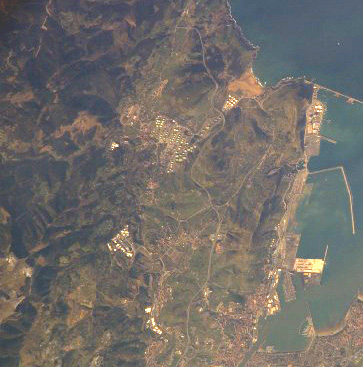
Vista aérea.

Estaba compuesto por dos entidades: los Tres Concejos, formado por San Jorge de Santurce, Santa María de Sestao y San Salvador del Valle (de Trápaga), y los Cuatro Concejos, formado por San Julián de Musques, San Román de Ciérvana y Santa Juliana de Abanto (o Abanto de Suso) y San Pedro de Abanto (o Abanto de Yuso). Portugalete también formó parte del Valle de Somorrostro hasta su constitución como villa en 1322.

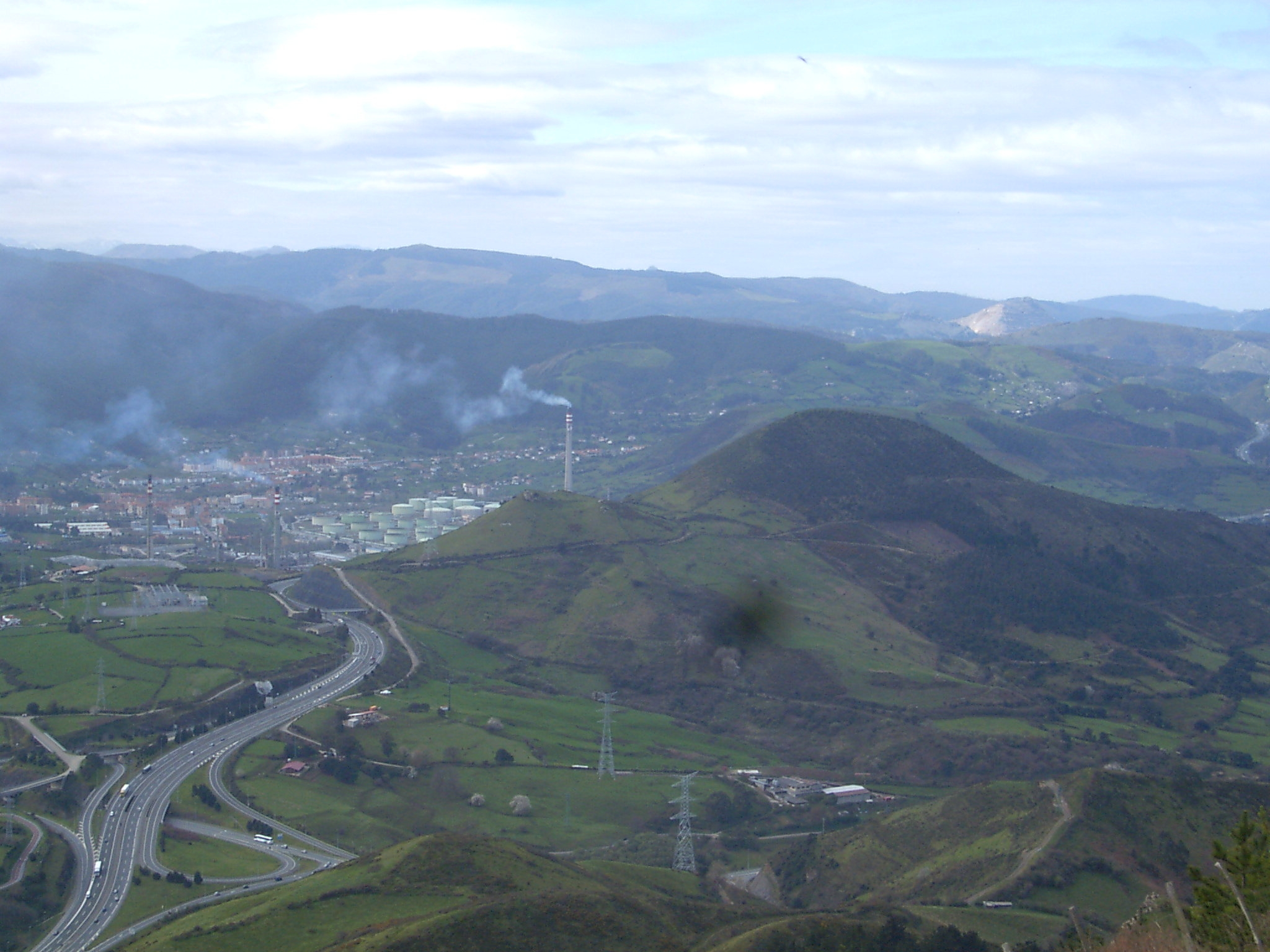
El Montaño y Musques desde el Serantes.

Como el resto de repúblicas encartadas, el Valle de Somorrostro se rigió por el Fuero de Uso y Costumbres por el que se gobernaban Las Encartaciones reducido a escritura en 1394, cincuenta y ocho años antes de que se escribiera el fuero de Vizcaya. Fueron muchas las desavenencias con el resto del Señorío como demuestra la propia historia de Las Encartaciones.

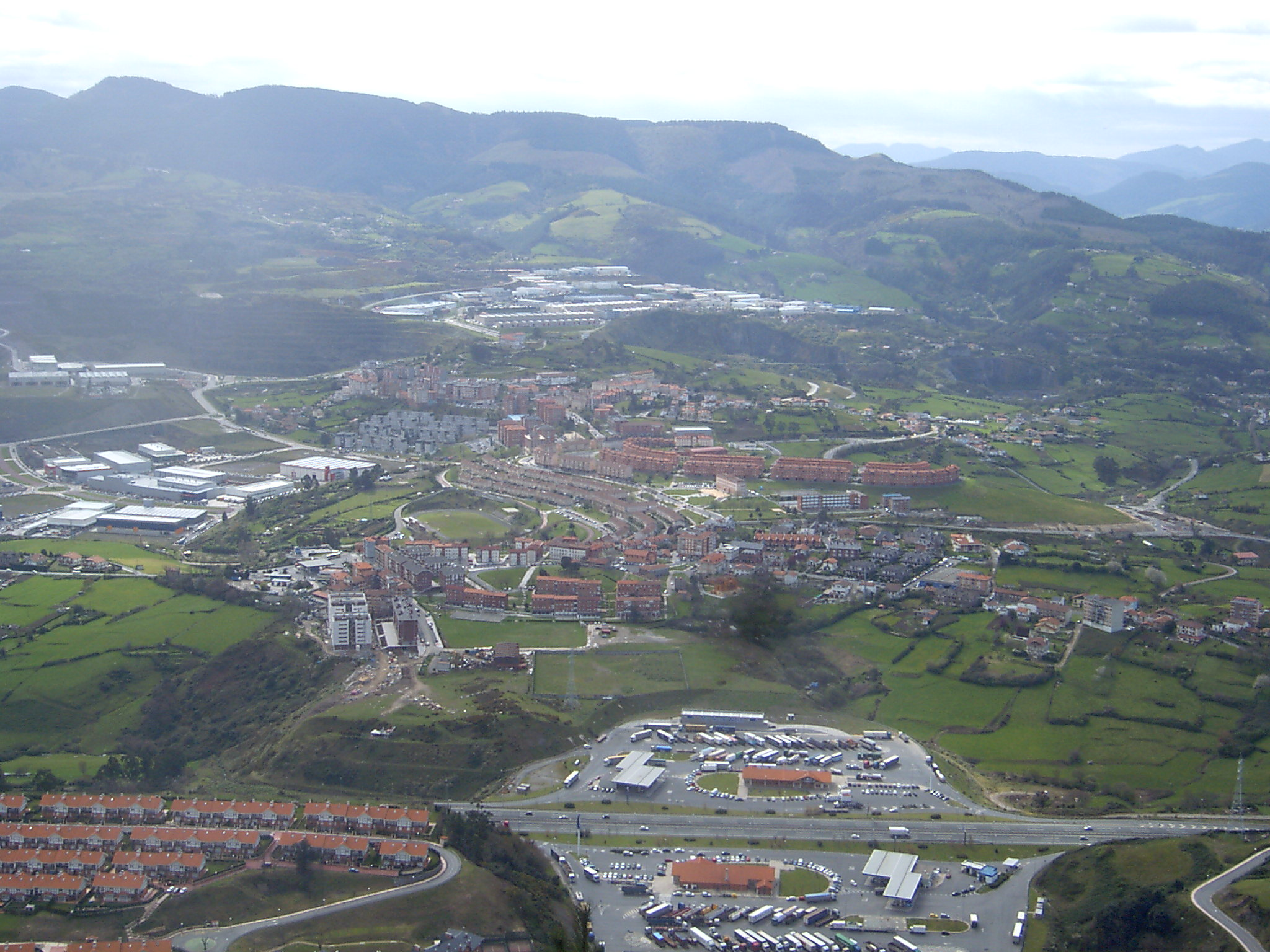
Abanto.

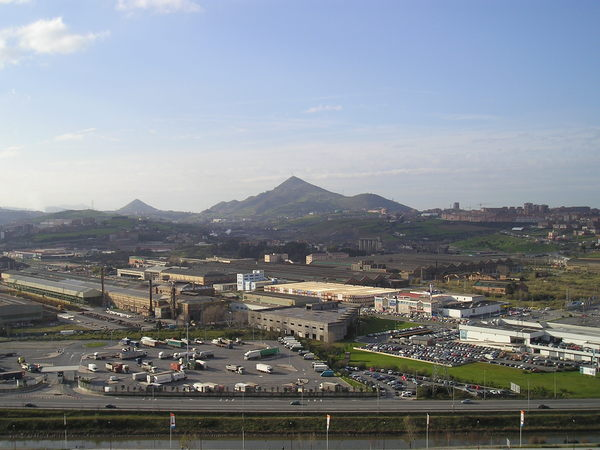
Polígonos industriales de Ibarzaharra de Sestao y de Trápaga. Al fondo los montes Serantes y Montaño.

Sin embargo en el año 1799, los siete concejos del Valle de Somorrostro y los valles también encartados de Gordejuela y Carranza se incorporan a la Junta de Guernica con omnímoda y perpetua unión a su gobierno y con separación definitiva de la Junta de Las Encartaciones. A partir del año 1804, concluidos los pleitos provenientes de algunos disconformes, quedaron total y definitivamente incorporadas todas las repúblicas encartadas a la Junta de Guernica.

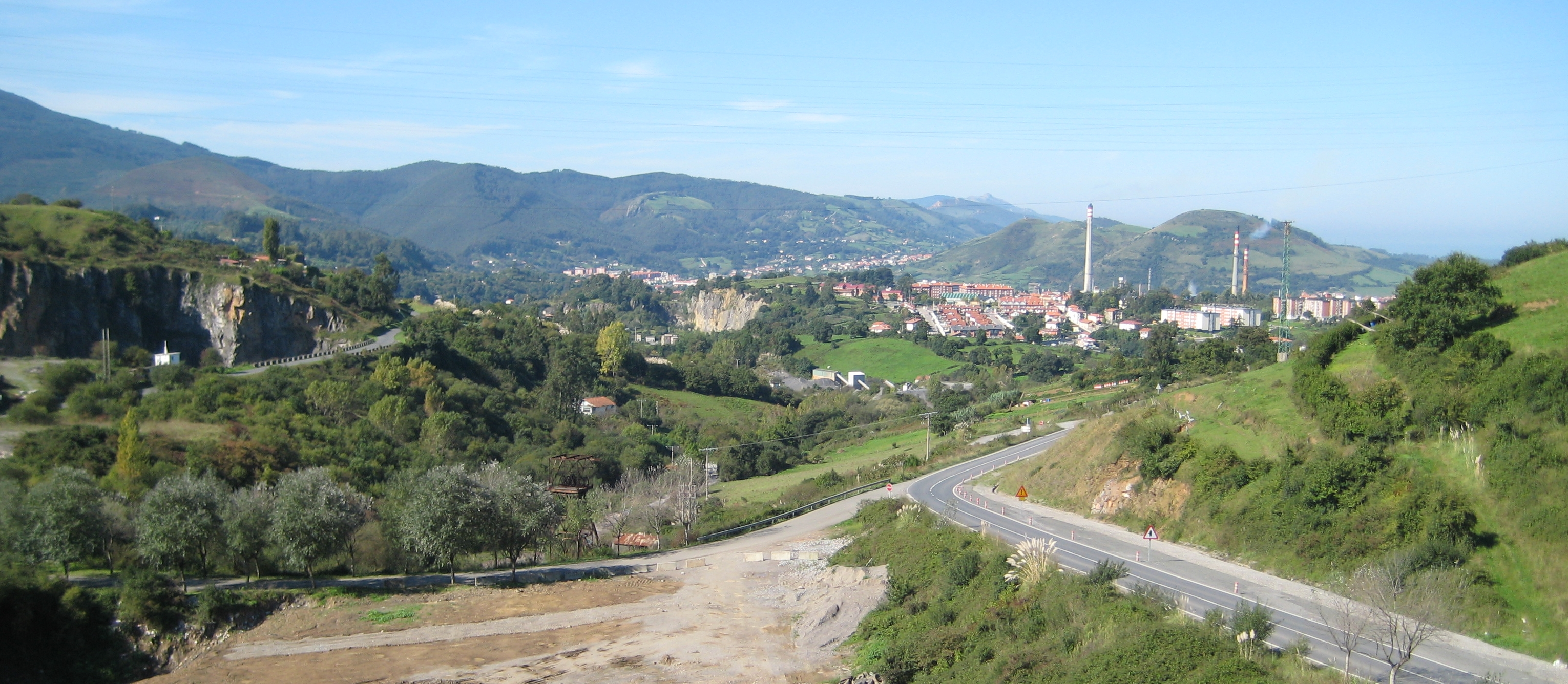
Musques desde El Campillo.

Desde esta fecha, los Valles y Concejos encartados, formaron parte, individualmente, de la Junta de Guernica, vivieron en lo sucesivo en las mismas condiciones y con los mismos derechos y deberes que la Tierra Llana vizcaína, teniendo voto activo y pasivo en las Juntas Generales de Vizcaya y formando un grupo o merindad con el título de Encartaciones. Conservaron los encartados su Audiencia de Avellaneda y su cárcel propia; mas la Junta de Avellaneda perdió su personalidad con beneficio a la unidad política de Vizcaya.
En 1841 se promulgó la “Ley de Ayuntamientos del Reino” que supuso la constitución de nuevos ayuntamientos en los anteriores concejos del valle, acabándose así con la unidad territorial de Somorrostro.
En el año 1874, el Valle de Somorrostro fue escenario de la batalla del mismo nombre y decisiva en la resolución de las guerras carlistas. Tras la caída del frente carlista, los liberales recuperaron Bilbao sitiado por los partidarios del pretendiente a la corona D. Carlos, conocido entre los carlistas como Carlos VII. Musques y Abanto fueron escenario de grandes batallas pues tanto carlistas como liberales consideraban su control fundamental para dominar Bilbao. Hasta tres veces se enfrentaron las tropas entre sí en lo que se conoce como las batallas de Somorrostro. La población civil sufrió los embates de la guerra y, entre otras acciones, se decidió el bombardeo de San Juan de Somorrostro, actual y oficialmente San Juan de Musques. La Proclama de Somorrostro (13-III-1876) preconizó la nueva unidad constitucional de España (fijada en la Constitución de junio de ese año) y supuso la abolición del foralismo vasco.
A pesar de su integración en el territorio histórico de Vizcaya, en 1931 el Valle de Somorrostro también se vio inmerso en un debate autonomista generado en Las Encartaciones. La polémica nació en Portugalete, como oposición al Proyecto de Estatuto Vasco-Navarro de Estella, aprobado inicialmente por nacionalistas vascos y tradicionalistas pero que finalmente no entró en vigor por el rechazo de los municipios navarros. Después de varias reuniones en Portugalete y Sopuerta, se abandonaron las aspiraciones políticas sobre un hipotético Estatuto de Autonomía de las Encartaciones continuando, junto al resto de municipios encartados, en el territorio histórico de Vizcaya.
Desde la aprobación del Estatuto de Autonomía del País Vasco de 1979 y la actualización de las Directrices de Ordenación del Territorio, se estructuró a los municipios que formaron el antiguo Valle de Somorrostro junto a otras 2 localidades (Baracaldo y Alonsótegui) dentro de la comarca de la Margen Izquierda, dentro del ámbito territorial del Gran Bilbao, compuesta por los municipios de: Baracaldo, Alonsótegui (segregado de Baracaldo en 1991), Sestao, Portugalete, Santurce, Ortuella (hasta 1901 perteneciente a Santurce), Abanto y Ciérvana, Ciérvana (hasta 1995 integrada en Abanto y Ciérvana), Musques, y Valle de Trápaga. Aunque a los municipios no ribereños de la ría de Bilbao popularmente se les ha sacado de esta cormarca introduciéndoles en la subcomarca de la Zona Minera.

## Errores toponímicos
Tradicionalmente, suele emplearse por error en español el término Somorrostro para referirse al municipio de Musques. Ese equívoco se produce por asociación con el anterior topónimo del principal barrio de esta localidad vizcaína: San Juan de Somorrostro (barrio que oficialmente se denomina San Juan de Musques).